# Constantin Coandă
Constantin Coandă (ur. 4 marca 1857 w Krajowej, zm. 30 września 1932 w Bukareszcie) – rumuński żołnierz i polityk, generał armii rumuńskiej i profesor matematyki w Narodowej Szkole Mostów i Dróg w Bukareszcie. Jednym z jego (siedmiorga) dzieci był Henri Coandă, wynalazca pierwszego silnika odrzutowego.
W czasie I wojny światowej, przez krótki czas (24 października – 29 listopada 1918) był premierem Rumunii i ministrem spraw zagranicznych. Uczestniczył w paryskiej konferencji pokojowej i w podpisaniu traktatu w Neuilly-sur-Seine pomiędzy Ententą a Bułgarią.
Później został przewodniczącym rumuńskiego Senatu. Reprezentował wówczas Partię Ludową Alexandru Averescu. W czasie pełnienia swojej kadencji został ciężko ranny w zamachu, który miał miejsce 8 grudnia 1920 roku, kiedy to komunista Max Goldstein użył przeciwko niemu materiałów wybuchowych.